# Hieracium fritschianum
Hieracium fritschianum es una especie de planta con flor del género Hieracium, de la familia Asteraceae, orden Asterales.

## Distribución
Hieracium fritschianum se distribuye por Albania.

## Taxonomía
Fue descrita científicamente por Hayek & Zahn.
Tratamiento taxonómico
La especie aparece registrada y publicada en H.G.A.Engler (ed.), Pflanzenr.